# Serrata isabelae
Serrata isabelae is een slakkensoort uit de familie van de Marginellidae. De wetenschappelijke naam van de soort is voor het eerst geldig gepubliceerd in 2005 door Bozzetti.